# غلاملو
غلاملو
لغت نامه دهخدا
غلاملو یکی از روستاهای استان آذربایجان شرقی است که در دهستان سیس بخش مرکزی شهرستان شبستر واقع شده‌است.
غلاملو. [غ ُ] (اِخ) دهی است از دهستان سیس بخش شبستر شهرستان تبریز که در ۱۲کیلومتری شرق شبستر و ۲ کیلومتری شوسه و خط آهن جلفا قرار دارد. جلگه و معتدل است. سکنهٔ آن ۳۰۰تن و ترکی زبان‌اند. آب آن از چشمه و چاه، و محصول آن غلات، حبوبات، گردو، بادام، انواع میوه و شغل اهالی زراعت، باغداری و گله داری است. راه آسفالته ومالرو دارد. (از فرهنگ جغرافیایی ایران ج ۴).